# Schan Widenow
Schan Wasilew Widenow (auch Žan Vasilev Videnov geschrieben, bulgarisch Жан Василев Виденов; * 22. März 1959 in Plowdiw) war von 1991 bis 1996 Vorsitzender der Bulgarischen Sozialistischen Partei (BSP) und von 1995 bis 1997 Premierminister von Bulgarien.

## Leben
Widenow studierte an der English Language School (ELS) in Plowdiw, ohne jedoch einen Abschluss zu erlangen. Diesen erwarb er vom Staatlichen Moskauer Institut für Internationale Beziehungen im Studiengang Außenwirtschaftsbeziehungen.
Nach dem Wahlsieg seiner Partei wurde er am 25. Januar 1995 Premierminister. Die Politik seiner Regierung war aber bald sehr umstritten, wirtschaftlich geriet der Staat in den Ruin. Am 13. Februar 1997 trat er nach langen Verhandlungen mit der Opposition zurück, nachdem eine Gruppe von Protestierenden das Parlamentsgebäude gestürmt hatte (siehe Geschichte Bulgariens).
Widenow ist verheiratet und hat einen Sohn. Er spricht Englisch, Russisch sowie Arabisch, heute unterrichtet er an einer privaten Universität in Bulgarien.
Im Januar 2009 ist er aus der Bulgarischen Sozialistischen Partei ausgetreten. Er unterrichtet an der Universität Plowdiw Ökonomie und Europrojekte und lebt bescheiden.

## Persönlichkeit
Nach den Worten des bekannten bulgarischen Politikers Georges Gantschew habe Widenow aus den neueren Premierministern vor 2008 als einziger keine Stotinka gestohlen. Er nennt ihn einen Adeligen in seiner Seele (благородник по душа), den diese verkommene scheinkommunistische Partei ruiniert, eliminiert habe. Die finanzielle Krise in Bulgarien, die das Ende der Regierung Schan Widenows geprägt hat, führt Georges Gantschew auf die Ankunft der Leute von George Soros in Bulgarien zurück. Ilija Boschinow, der Vorsitzende der Bulgarischen Linken Koalition, der die BSP von links kritisiert, hat Widenow als „ordentlichen und reinen Menschen“ gelobt und in seine Partei Die bulgarische Linke eingeladen. Der ehemalige Bürgermeister von Sofia und Vorsitzender der Grünen Partei Alexander Karakatschanow bezeichnete in einem Interview Schan Widenow als einen ehrlichen Menschen. Er sei nach seinem Sturz im Jahre 1997 von seiner Partei BSP verlassen; Schan Widenow habe nichts zu essen gehabt und einen Moskwitsch gefahren.
Nach den Worten Alexander Karakatschanows sei Schan Widenow ein bisschen zurückgehaltener Mensch, der die Sachen nicht bekämpfen könne.

## Trivia
Er ist berühmt durch seine Aussage: „Ganz Europa, von Vancouver bis Wladiwostok.“